# Митюли
Митюли — деревня в Починковском районе Смоленской области России. Входит в состав Шаталовского сельского поселения. Население — 31 житель (2007 год). 
Расположена в центральной части области в 11 км к юго-западу от Починка, в 5 км западнее автодороги А141 Орёл — Витебск, на берегу речушки Прузенька. В 8 км северо-восточнее деревни расположена железнодорожная станция Энгельгардтовская на линии Смоленск — Рославль.

## История
Деревня отмечена на карте от 1773 года под именем Мителовка.
Но на Плане Генерального Межевания Смоленской Губернии, выполненном в 1780-1790 годах, она уже под современным названием Митюли.
В 1859 году числится как сельцо Митюли Рославльского уезда Смоленской губернии с 30 дворами и 337 жителями. При этом ручей, на котором стоит деревня назван не Прузенькой, а Митюлев.
В начале 20-х годов обозначена на карте РККА, как деревня со 114 дворами.
В годы Великой Отечественной войны деревня была оккупирована гитлеровскими войсками в июле 1941 года, освобождена в сентябре 1943 года.